# Warrior Kids
Warrior Kids ist eine Oi!- und Punkband aus dem französischen Marseille, die von 1982 bis 1986 bestand und seit 2001 wieder aktiv ist. Einziges verbliebenes Gründungsmitglied ist Bassist und Sänger Marc Russo.

## Geschichte
Die Band wurde 1982 von Thierry Bocamaiello (Gitarre, Gesang), Marc Russo (Bass, Gesang) und René (Schlagzeug) in Marseille gegründet. 1983 veröffentlichte sie auf dem in Lattes beheimateten Kleinstlabel L’Hirondelle eine erste Single. 1986 folgte ein Album beim Pariser Kleinstlabel 77 KK Records, anschließend löste sich die Band auf.
2001 reformierten Bassist und Sänger Russo und Schlagzeuger René die Band mit einem neuen Gitarristen. René verließ die Band 2007 nach persönlichen Differenzen mit Russo. Im selben Jahr nahm die Band eine Split-EP mit der Oberhausener Punkband Emscherkurve 77 auf. 2012 unternahm Warrior Kids eine Tournee durch die Vereinigten Staaten und Kanada. Ausschnitte der Tournee wurden vom deutschen Label Randale Records als Livealbum veröffentlicht.

## Stil
Die französische Rockenzyklopädie Rock Made in France bezeichnet die Musik der Band als klassischen Oi! mit Reggae- und Ska-Anleihen im Stile von The Clash. Das deutschsprachige Ox-Fanzine sieht neben Clash-Einflüssen auch Anleihen an die Stiff Little Fingers und Ruts sowie Dub-Elemente. Das Duisburger Punk- und Oi!-Magazin Crazy United bescheinigte der Band „unschlagbares Gespür für eingängige Melodien und Songs, die man noch tagelang nach einem Konzert in den Ohren“ habe. Zu eingängigen Melodien und Refrains würden sich „leicht aggressive Töne“ gesellen.
Die Band selbst nennt klassischen Punkrock im Stile von The Clash, der Stiff Little Fingers und der Ramones als Inspirationsquelle. Textlich steht sie der Punkbewegung nahe.

## Diskografie
- 1986: Les Enfants De L'Espoir... (77 KK Records)
- 2002: Carton Rouge (Acrude Records)
- 2002:  Live 222 (Live-Album, Rudeboi)
- 2004: Les Wieux Kons (kein Label)
- 2007: Fais Du Rock (kein Label)
- 2009: A La Gloire Des Losers (Randale Records)
- 2011: La Vie Des Mauvais Garçons (Randale Records)
- 2012: Warrior Kids Are Alright - Live USA Canada Tour 2012 (Livealbum, Randale Records)
- 2014: Plus Tard C'est Déjà Trop Tard (Randale Records)
- 2020: Les Temps Pourris (Sunny Bastards)